# 시미즈 L-함수
시미즈 L-함수는 완전 실수체의 대수적 수체와 관련된 디리클레 시리즈이다. 1963년에 시미즈 히데오(清水英男)에 의해 처음 소개되었다.
K가 완전 실수체이고, M이 K에서의 격자, 그리고 V가 격자를 보존하는 완전 양가역 정수군(group of totally positive units)의 최대 차수(maximal rank) 부분군이라고 하자.
그러면 시미즈 L-시리즈는
{\displaystyle L(M,V,s)=\sum _{\mu \in \{M-0\}/V}{\frac {\operatorname {sign} N(\mu )}{|N(\mu )|^{s}}}}
로 표현될 수 있다.
1958년에 마르틴 아이클러는 부정 사원수 대수의 오일러 곱은 타원 모듈러 형식에 의해 얻어지는 오일러 곱에 모두 포함되어 있다는 것을 보였다. 이것을 일반화한 것이 시미즈의 1963년 논문이며, 여기서 '시미즈 L-함수'의 개념이 처음 소개되었다. 이후 1983년에 마이클 아티야, 도넬리(H. Donnelly), 이자도어 싱어는 다양체 경계의 부호수 결함(signature defect)을 에타(η) 불변량으로 정의했는데, η함수의 값은 η = 0이며, 이것을 사용하여 힐베르트 모듈러 곡면(Hilbert modular surface)에서 첨점이 갖는 부호수 결함이 시미즈 L-함수의 s = 0 또는 1에서의 값으로 표현될 수 있음을 보였다.

## 같이 보기
- 디리클레 에타 함수

## 참고 문헌
1. 1 2  Shimizu, Hideo (1963). “On discontinuous groups operating on the product of the upper half planes”. 《Annals of Mathematics》 77: 33?71. doi:10.2307/1970201. ISSN 0003-486X. JSTOR 1970201. MR 0145106.
2. ↑  Eichler M., Quadratische Formen und Modulfunktionen Acta Arithmetica vol. 4, 1958, pp. 217–239
3. ↑  이 부호수 결함은 프리드리히 히르체브루흐가 밝혀내었다.
4. ↑  Atiyah, Michael Francis; Donnelly, H.; Singer, I. M. (1982). “Geometry and analysis of Shimizu L-functions”. 《Proceedings of the National Academy of Sciences of the United States of America》 79 (18): 5751. doi:10.1073/pnas.79.18.5751. ISSN 0027-8424. JSTOR 12685. MR 674920.
5. ↑  Atiyah, Michael Francis; Donnelly, H.; Singer, I. M. (1983). “Eta invariants, signature defects of cusps, and values of L-functions”. 《Annals of Mathematics》 118 (1): 131?177. doi:10.2307/2006957. ISSN 0003-486X. MR 707164.